# Шарвин (город)
Шарвин  (араб. شروين‎) — город и коммуна на юге Алжира, в вилайете Адрар. Административный центр одноимённого округа.

## Географическое положение

Коммуна Шарвин

Город находится в северо-западной части вилайета, на территории одного из оазисов северо-западной Сахары, на расстоянии приблизительно 903 километров к юго-западу от столицы страны Алжира. Абсолютная высота — 266 метров над уровнем моря.

Коммуна Шарвин граничит с коммунами Тальмин, Улед-Айса, Дельдуль, Метарфа и Цабит. Её площадь составляет 3080 км².

## Климат
Климат города характеризуется как аридный жаркий (BWh в классификации климатов Кёппена). Осадки в течение года практически отсутствуют (среднегодовое количество — 19 мм). Средняя годовая температура составляет 24,2 °C.

## Население
По данным официальной переписи 2008 года численность населения коммуны составляла 11 347 человек. Доля мужского населения составляла 50,6 %, женского — соответственно 49,4 %. Уровень грамотности населения составлял 54,2 %. Уровень грамотности среди мужчин составлял 71,8 %, среди женщин — 35 %. 2,8 % жителей Шарвина имели высшее образование, 8,4 % — среднее образование.